# Friedrich Roth (Pfarrer)

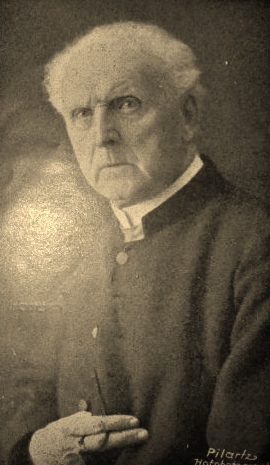
Friedrich Roth (um 1905)
(Fotograf: Jacques Pilartz)

Friedrich Roth (* 2. März 1847 in München; † 28. Oktober 1927 in Bad Kissingen) war ein deutscher katholischer Pfarrer, bischöflicher Geistlicher Rat und päpstlicher Geheimkämmerer (Prälat).

## Leben
Roth wurde am 20. August 1870 in Würzburg zum Priester geweiht und wirkte dann als Kooperator in Rittershausen bei Würzburg und Wipfeld bei Schweinfurt. Danach kam er als Stadtkaplan an die Stiftskirche in Aschaffenburg. Später war er acht Jahre Stadtpfarrer in Meiningen, wo er 1881 die erste katholische Kirche bauen ließ, die 1972 durch eine neue ersetzt wurde.
Anschließend war er zehn Jahre Stadtpfarrer in Dettelbach. Dort ließ er die Pfarrkirche St. Augustinus in der Zeit von 1886 bis 1889 renovieren. Zuletzt war er von 1895 bis 1926 Stadtpfarrer in Bad Kissingen. Am 1. Februar 1926 gab er sein Amt auf und lebte die letzten Monate als Kommorant (Hilfspriester) in Bad Kissingen.
In Bad Kissingen sorgte er für die neugotische Innenausstattung der Stadtpfarrkirche, ließ die Kirche in Reiterswiesen (heute Stadtteil von Bad Kissingen) bauen, die Marienkapelle auf dem Kapellenfriedhof restaurieren und gründete einen Kindergarten. 1921 holte er die Herz-Jesu-Missionare in die Kurstadt.
Die Stadt Dettelbach verlieh ihm im Jahr 1895 und die Stadt Bad Kissingen im Jahr 1920 die Ehrenbürgerwürde.